# エリサ (イタリアの歌手)
エリサ（Elisa, 出生名 エリサ・トッフォリ Elisa Toffoli 、1977年12月19日 - ）は、イタリアの女性歌手・シンガーソングライター。Elisaの名での活動で知られている。イタリア語での発音はエリーサ・トフォリまたはエリーザ・トフォリに近い。

彼女は主に英語で作曲・歌唱を行う数少ないイタリア人ミュージシャンの一人として有名であり、これまでに500万枚を超えるセールスを記録している人気歌手である。ジャンルはポップス、オルタナティブロック、エレクトロニカ、トリップホップなどをこなし、ヨーロッパではシングル「Come Speak to Me」（イタリア語版では「ルーチェ」）が最もよく知られている。アメリカでは、2006年と2007年の『アメリカン・ダンスアイドル』（So You Think You Can Dance）の両方で使用された楽曲「Dancing」が有名である。 

## 来歴
イタリア北東部のトリエステで生まれ、その後モンファルコーネ（トリエステから27 km、ゴリツィアから25 km、スロベニアから15 km、オーストリアから120 km）で育った。他言語・多文化に触れる機会が多い国境地域に住んだ経験が、後の歌手活動での多言語での歌唱能力に役立った。
影響を受けた歌手には、ビョーク、PJ ハーヴェイ、トーリ・エイモス、アレサ・フランクリン、エラ・フィッツジェラルドが挙げられる。また、ラドヤード・キップリングとジム・モリソン（ドアーズ）に大きな影響と受けたとしている。
11歳で曲を書き始め、その後いくつかの地元のバンドで演奏するようになった。15歳のとき、ロザリオ・フィオレッロが主催するTV番組に出演し、歌唱を披露した。
16歳のときに、カテリーナ・カゼッリと出会い、1年後にレコード会社シュガーと契約した。 18歳のとき、デビューアルバムの曲を制作をアメリカのカリフォルニア州バークレーを行う。レコードプロデューサーのCorrado Rusticiは、ホイットニー・ヒューストン、アレサ・フランクリン、イタリア人歌手であるズッケロとの仕事で知られていた。
1997年5月にファーストシングル「Sleeping in Your Hand」、その後9月22日にデビューアルバムの『Pipes＆Flowers』がリリースされた。アルバムはすぐにイタリアでプラチナセールスとなり、Targa Tenco、PIM（Premio Italiano della Musica）の2つの賞を受賞した。彼女はこの年に、エロス・ラマゾッティのヨーロッパツアーに参加した。 
2000年5月5日には、セカンドアルバムの『Asile's World』（AsileはElisaの逆綴りの意味）をリリースした。9月にはイタリア語で最初の曲「ルーチェ（Tramonti a nord est）」を発売。当初曲は英語で書かれていたが、ズッケロと共同でイタリア語版が作成された。「ルーチェ」は、2001年のサンレモ音楽祭で、批評家賞、通訳者賞等、合計6つの賞を受賞した。11月にはイタリア音楽賞で3つの賞を受賞した。
フランクフルトで開催されたMTVヨーロッパ・ミュージック・アワード2001で、最優秀女性アーティスト、最優秀シングル（ルーチェ）、および最優秀歌曲を受賞、また、PIM（Premio Italiano della Musica）の最優秀女性アーティスト賞および最優秀シングル賞（ルーチェ）を受賞した。
2001年11月9日に3作目のアルバム、『Then Comes the Sun』をリリース。Rusticiがプロデューサーとして復帰した本作はよりポップ/ロックなサウンドに回帰し、トリプルプラチナとなった。ユタ州ソルトレークシティで開催された2002年冬季オリンピックの閉会式で、ジャズバージョンのイタリア国民賛歌を歌い、2002年の世界的に有名なテナー、ルチアーノ・パヴァロッティのコンサートに参加し、「Voglio viverecosì」を歌った。
2002年8月、セルフタイトルのインターナショナルアルバム『Elisa』をリリース。このアルバムは、彼女の最初の3枚のアルバムからのセレクションであり、ヒット曲「ルーチェ」のオリジナルの英語版である「Come Speak to Me」が収録された。
2003年の終わり頃、4枚目のアルバムであるアコースティックアルバム『Lotus』をリリース。これまでの楽曲の簡略化されたバージョンと、レナード・コーエンの 「Hallelujah」のカバーを含む新曲が収録された。その後、イタリアでの大規模なアコースティックツアーのほか、MTVスーパーソニックコンサートを行った。
2004年10月15日に5枚目のアルバム『Pearl Days』がリリース。本作はアラニス・モリセット（ジャグド・リトル・ピル）アナスタシア、マイケル・ジャクソン、シャキーラ、クリスティーナ・アギレラ、ザ・コーズなどで知られるグレン・バラードがプロデュースした。本作ではロックサウンド、エレクトリック・ギターのサウンドが取り込まれたアルバムとなった。収録曲である「Life Goes On」は、後にイタリア語版（「Una poesia anche per te」）も作られ、2005年にイタリアで4番目に人気のある曲となった。
2005年の夏、ズッケロ、ルチアーノ・リガビュー、その他のイタリアの有名アーティストとローマでの「ライブ8」に出演した。
2005年と2006年に「スワン」、「ティーチミーアゲイン」（ティナ・ターナーとのデュエット曲）が映画「All the Invisible Children」に使用された。
また、トリノでの2006年冬季オリンピックの閉会式で「ルーチェ」を演じた。

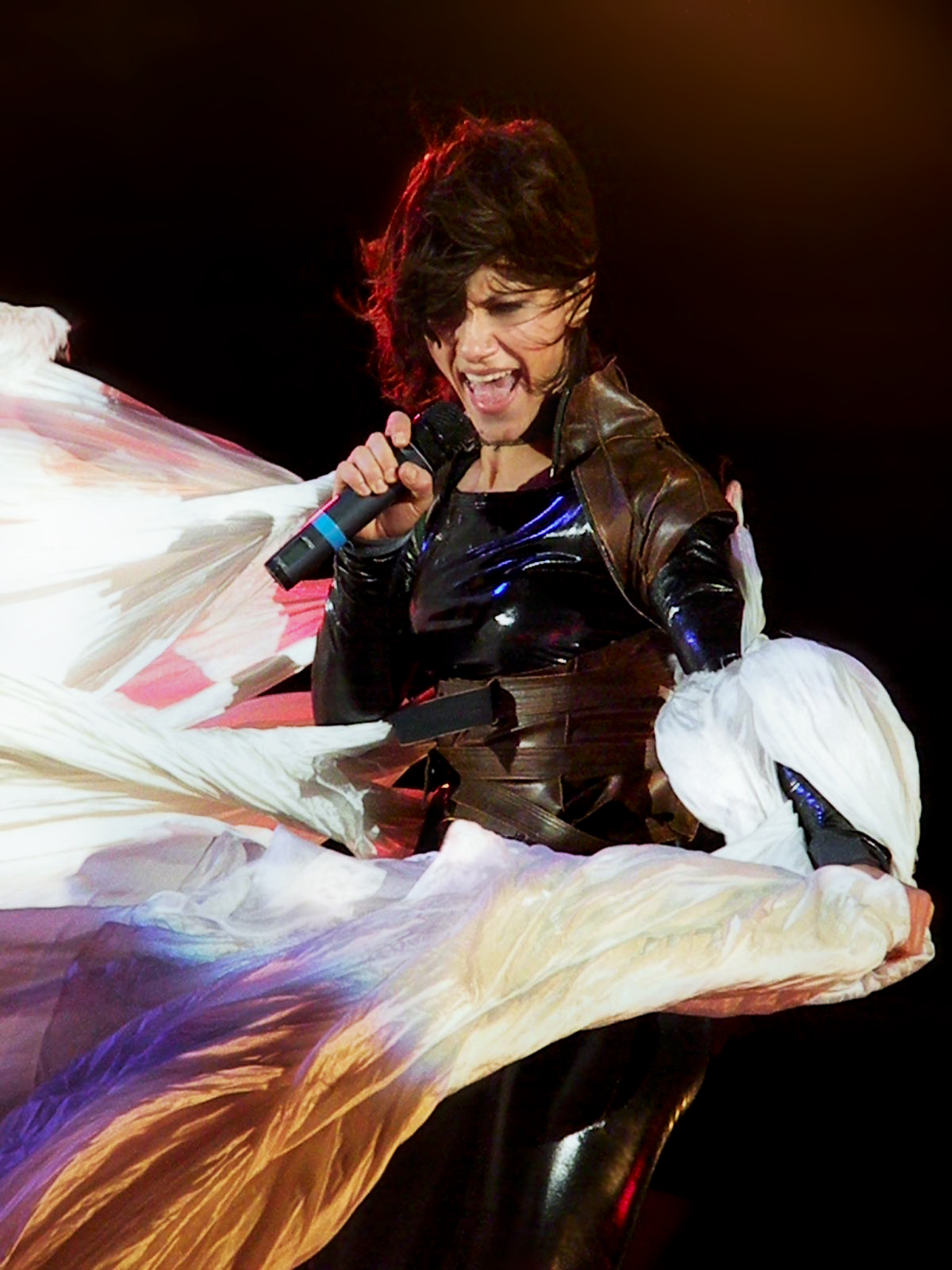
2008年10月7日、ミラノでのthe Mechanical Dream Tourにて

2006年11月17日、これまでの10年間のヒット曲を集めたベストアルバム『サウンドトラック'96 -'06』がリリース（4つの新曲が収録され、その内イタリア語は3曲、英語は1曲であった）。アルバムは70万枚以上を売上げ、自身初のイタリアチャートで1位を獲得、2006年にイタリアで3番目に売れたアルバムとなった。

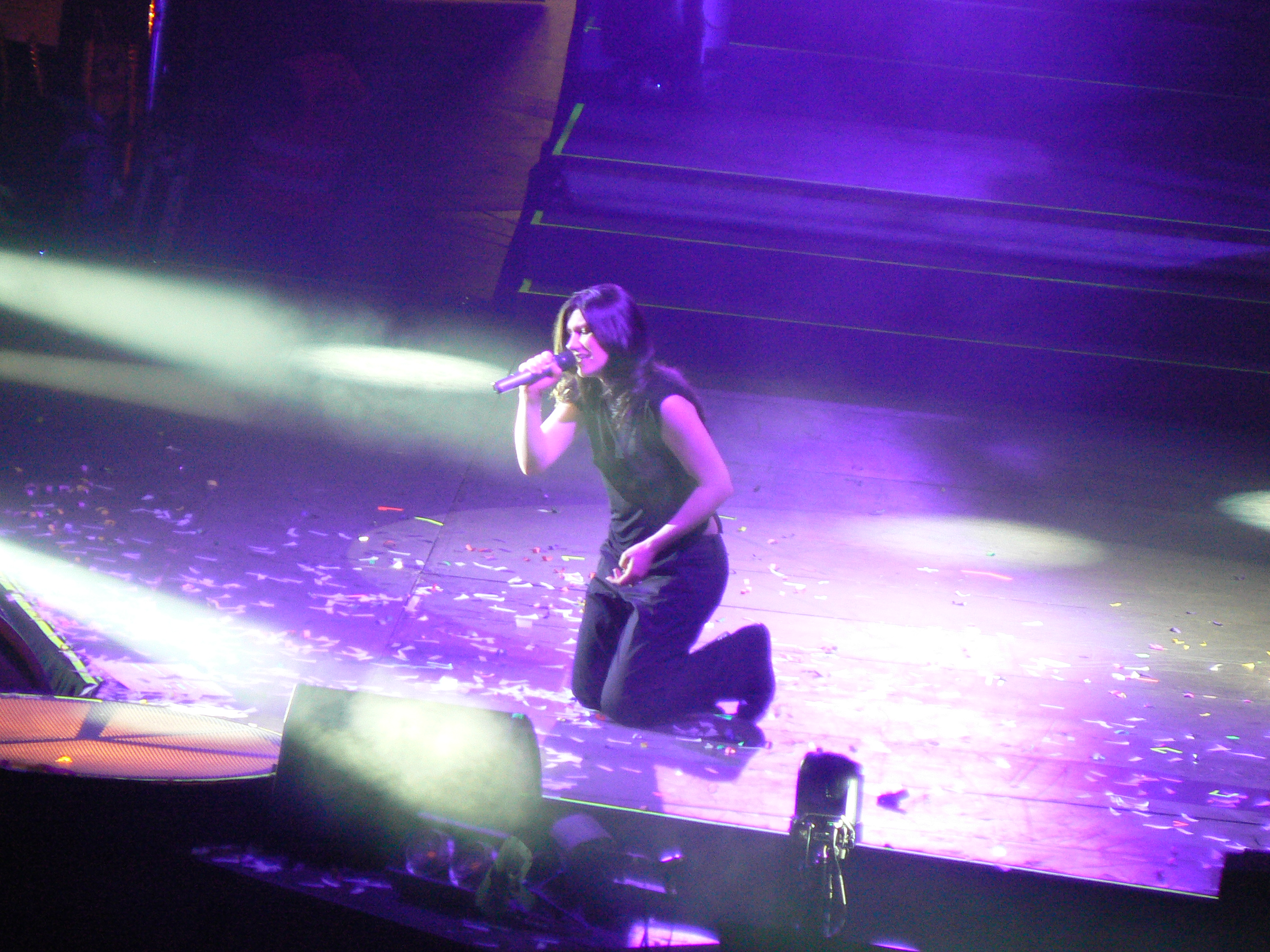
2010年5月14日、 アッサーゴのMediolanum ForumにてHeart tourの様子

2012年12月18日、エンニオ・モリコーネとのコラボレーション曲「Ancora qui」が、クエンティン・タランティーノの映画「ジャンゴ 繋がれざる者」とそのサウンドトラックアルバムに使用され、グラミー賞のベストコンピレーションサウンドトラック部門のノミネートされた。

## セールス
これまでに9つのスタジオアルバム、5つのコンピレーション、2つのライブアルバム、8つのビデオアルバム、51のシングルをリリースしている。その内、ダイヤモンドディスク、マルチプラチナディスク、25プラチナ、4ゴールドのM＆DおよびFIMIによって認定された。イタリアでは550万枚以上のセールスを記録している。

## 作品

### スタジオ・アルバム
| 発売年 | アルバム名         | イタリアチャート | 売上    |
| ------ | ------------------ | ---------------- | ------- |
| 1997   | Pipes & Flowers    | 9                | 390,000 |
| 2000   | Asile's World      | 5                | 280,000 |
| 2001   | Then Comes the Sun | 10               | 280,000 |
| 2003   | Lotus              | 2                | 400,000 |
| 2004   | Pearl Days         | 2                | 180,000 |
| 2009   | Heart              | 1                | 230,000 |
| 2010   | Ivy                | 4                | 100,000 |
| 2013   | L'anima vola       | 1                | 140,000 |
| 2016   | On                 | 1                | 50,000  |
| 2018   | Diari aperti       | 2                | 100,000 |

### コンピレーション
| Year | Album                             | ITA chart | Sales   |
| ---- | --------------------------------- | --------- | ------- |
| 2002 | Elisa (International album)       | -         | –       |
| 2006 | Soundtrack '96-'06                | 1         | 750,000 |
| 2007 | Caterpillar (International album) | 34        | –       |
| 2008 | Dancing (U.S. & Canada only)      | -         | –       |
| 2017 | Soundtrack ‘97-‘17                | 4         | 25,000  |

### ライブ・アルバム
| Year | Album                                | ITA chart | Sales  |
| ---- | ------------------------------------ | --------- | ------ |
| 2007 | Soundtrack live '96–'06 – (cd + DVD) | 11        | 90,000 |

### その他
| Year | Album          |
| ---- | -------------- |
| 2019 | Secret Diaries |

## 私生活
Andrea Rigonat（ギタリスト兼バンドメンバー）との間に、2009年10月22日に最初の子供Emma Cecileをもうけ、2013年5月20日に2番目の子供であるセバスチャンが生まれた。 夫婦の結婚式は2015年9月5日にグラードで行われた。